# 저준
저준(沮儁, 171년 ~ 195년)은 중국 후한 말의 무장이다.

## 생애
흥평(興平) 2년(195), 사성교위(射聲校尉)의 직위에 있었으며 장안(長安)을 떠나 낙양(洛陽)으로 향하는 헌제(獻帝)를 수행하였다. 그러나 홍농(弘農)의 동간(東澗)에서 헌제를 쫓아온 이각(李傕) · 곽사(郭汜)군과 헌제를 호위한 동승(董承) · 양봉(楊奉)군과 전투가 벌어졌고, 동승과 양봉의 군세가 패배하였다.
동승 측에 가담한 저준은 교전 중 부상을 당하여 낙마하였다. 빈사 상태의 저준을 본 이각은 "그래도 아직 살아있는 것인가?"라고 말하며 저준을 비웃었으나, 저준은 "네놈 같은 난신적자(亂臣賊子)는 과거에 한 명도 없었다!"라고 말하며 이각을 비난하였다. 이에 분노한 이각은 그 자리에서 저준을 죽였다.
건안(建安) 원년(196) 8월, 낙양에 도착한 헌제는 저준의 충의를 기려 그를 홍농태수(弘農太守)에 추증하였다.